# 国際ドッキングアダプタ

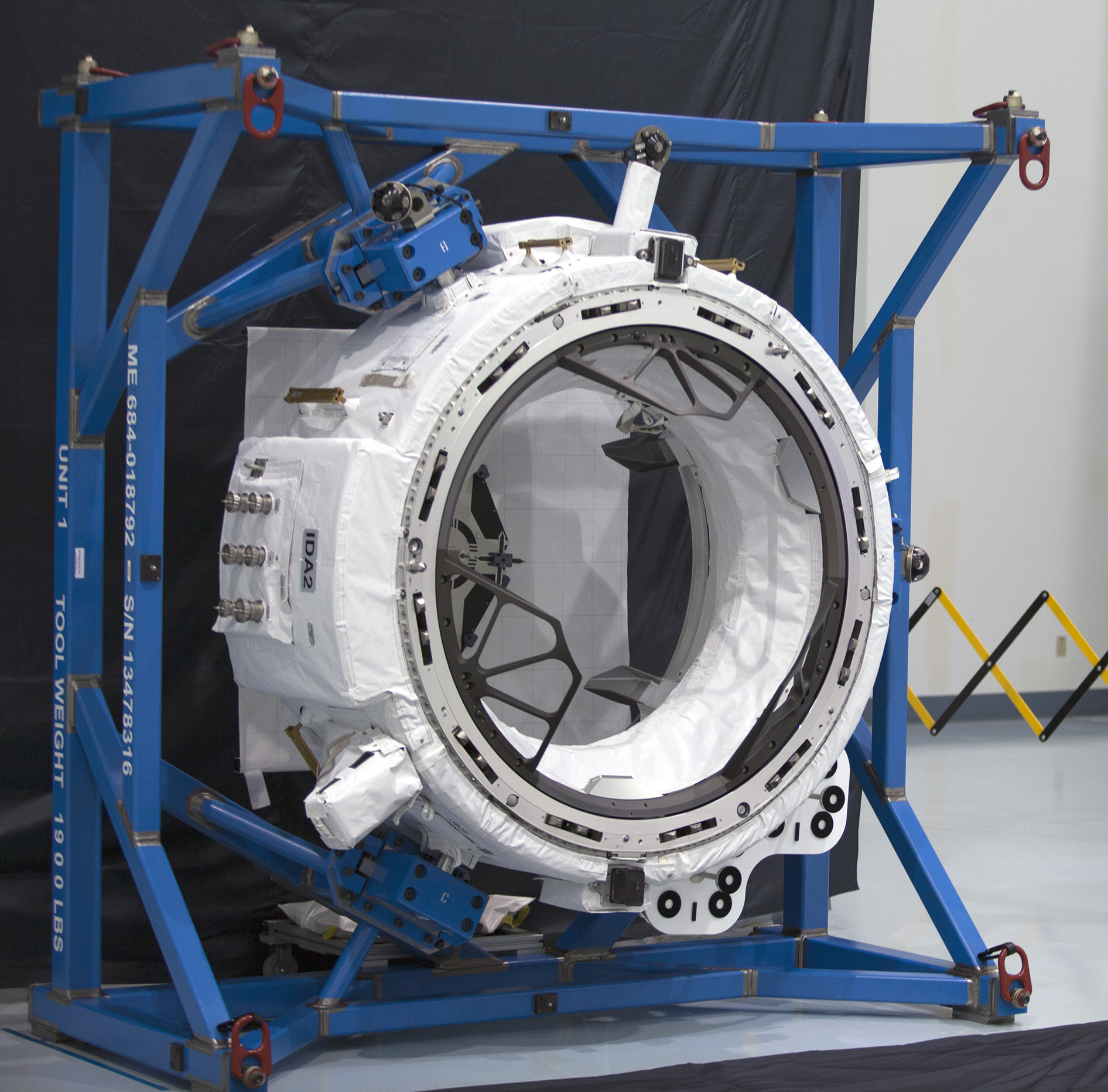
IDA-2

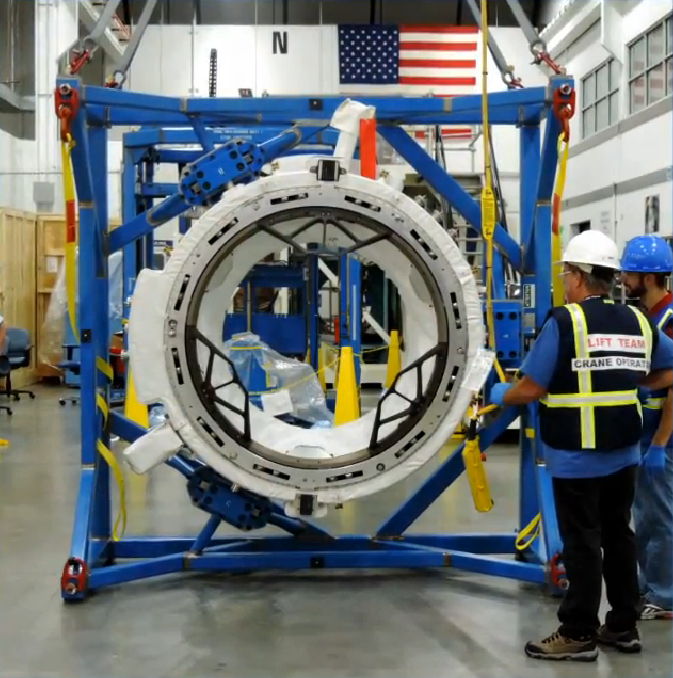
IDA-1

国際ドッキングアダプタ (International Docking Adapter、IDA) は宇宙機ドッキング機構のひとつで、ロシア製のAPAS-95からNASAドッキングシステム (NDS) / 国際標準ドッキングシステム (IDSS) に変換するものである。IDAは国際宇宙ステーション (ISS) のハーモニーに取り付けられた2基の与圧結合アダプタ (PMAs) に据え付けられる予定である。

## 前史
IDA以前にも、同様の機能を持つドッキングアダプタが検討されていたが、開発中止の憂き目に遭ってきた。

### ATLAS
ATLAS (APAS to LIDS Adapter System) は2008年に発表された。これは、PMAに取り付けてAPAS-95を低衝撃ドッキングシステム (LIDS) に変換するものであった。ATLASは、オリオン宇宙船によるISSへの有人ミッションの最初の2回で打ち上げられる予定であったが、後にオリオン宇宙船のISSミッションは中止となり、乗員輸送は商業乗員輸送プログラムに委ねられることになった。

### 共通ドッキングアダプタ

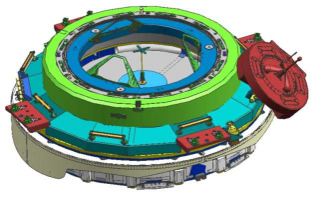
共通ドッキングアダプタ

共通ドッキングアダプタ（Common Docking Adapter、CDA) は2009年に発表された。これは共通結合機構をNASAドッキングシステムに変換するもので、日本のHTVで輸送し、ハーモニーの前方と天頂側に取り付けられる予定であった。

## 設計
IDAはAPAS-95をNASAドッキングシステム (国際標準ドッキングシステムに適合) に変換するもので、クルーや貨物だけでなく電力およびデータもやり取りすることができる。IDAの重量は526キログラム (1,160ポンド) で、高さ110センチメートル (42インチ)、幅160センチメートル (63インチ) である。ドッキングターゲットやレーザー反射器および関連システムを外周に取り付ける場合、外径は約240センチメートル (94インチ) になる。
IDAの主契約者はボーイングで、同社のヒューストンプロダクトサポートセンターで組み立てられる。ロシアのRKKエネルギアから供給される一次構造部材に、全米25州に点在する協力会社から納入される部品が組み付けられる。

## IDAモジュールの設置
IDAは、 デクスターでドラゴン宇宙船の貨物室から取り出し、PMAの前方 約30センチメートル (1フィート) に移動され、慎重にPMAに設けられた取付座に取り付けられる。その後、宇宙飛行士の船外活動により電気接続を行い、固定する。
IDA-1はハーモニーの前方PMA (PMA-2)、IDA-2は天頂側PMA (PMA-3) に設置される予定であった。しかし、IDA-1が打ち上げ失敗により失われたため、IDA-2はIDA-1の代わりにPMA-2に取り付けられた。IDA-1の代わりにIDA-3が製作され、PMA-3に取り付けられる。

### IDA-1

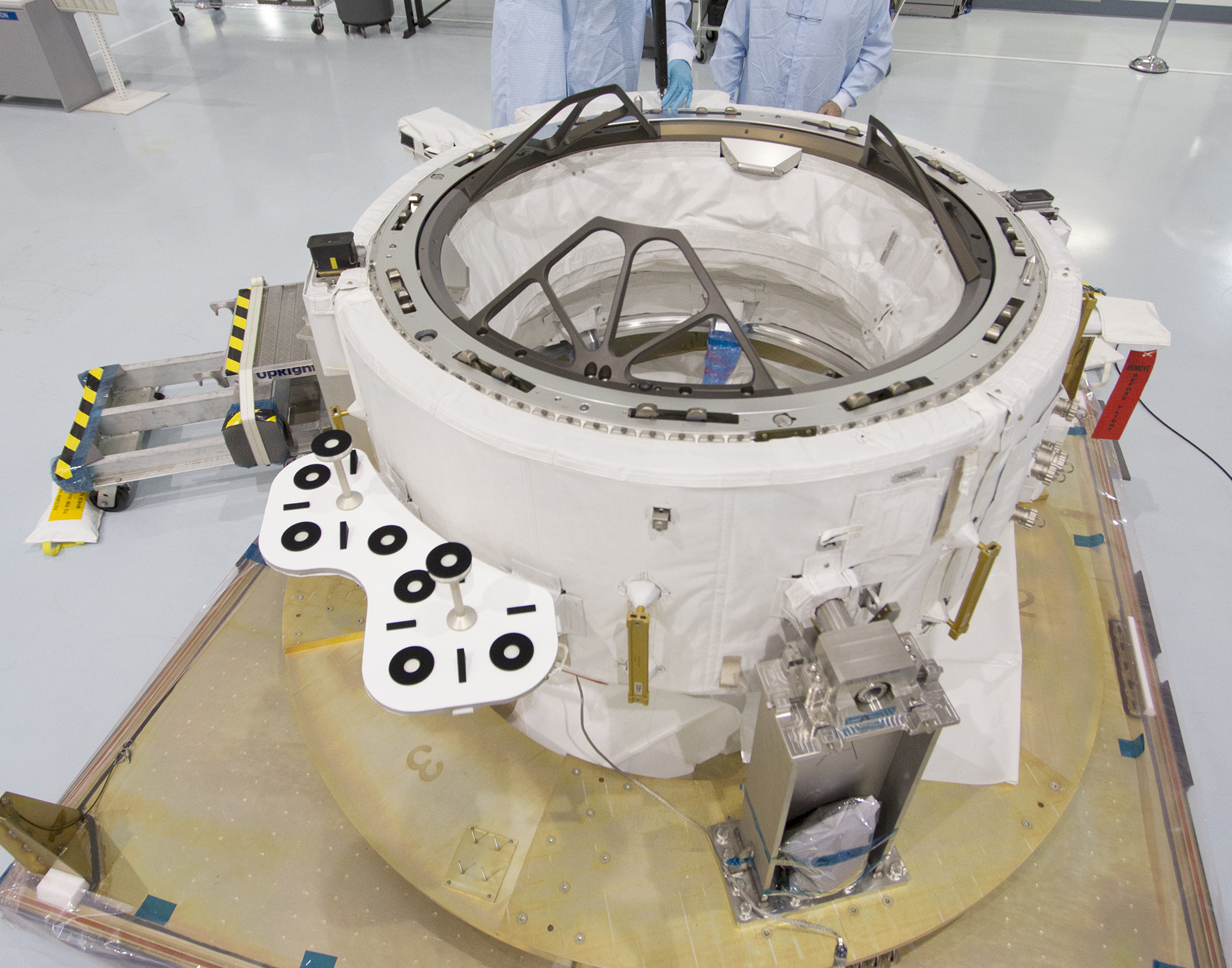
宇宙塵カバーを取り付けられたIDA-1

2015年2月、IDA-1はボーイングのヒューストン工場からケネディ宇宙センターに輸送された。IDA-1に取り付けられるドッキングシステム機材は、打ち上げ前に1ヶ月に渡って宇宙ステーション整備施設で動作試験が行われた。
IDA-1は2015年6月28日のスペースX CRS-7の打ち上げ失敗により失われた。

### IDA-2

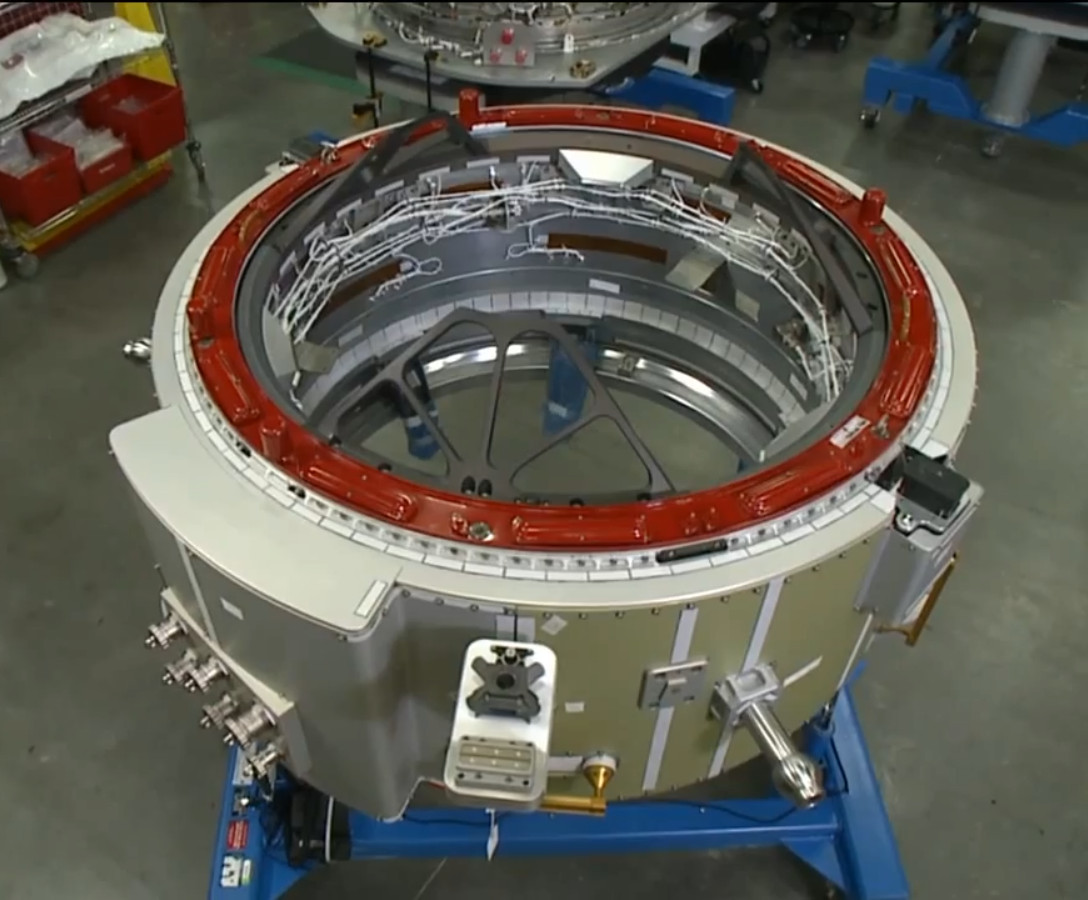
IDA-2。宇宙塵カバーは取り付けられていない。

IDA-2は2016年7月18日のスペースX CRS-9で打ち上げられた。その後、2016年8月19日の船外活動でPMA-2に取り付けられた。2019年3月3日のクルードラゴン Demo-1到着時に初ドッキングが行われた。

### IDA-3
IDA-3は2019年7月のスペースX CRS-18で打ち上げられた。IDA-3は速やかに打ち上げるため、ほとんどが予備部品で構成されている。2019年8月21日の船外活動でPMA-3への取り付けが行われ、2020年12月7日のスペースX CRS-21到着時に初ドッキングが行われた。

## ギャラリー

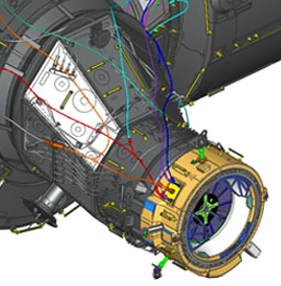
PMA-2へのIDA接続図
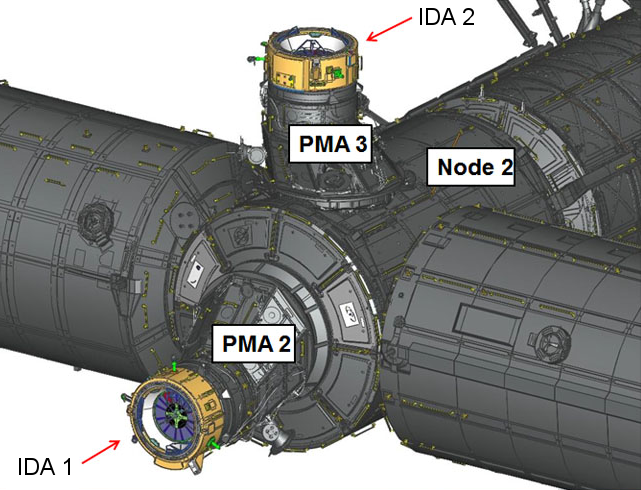
IDA-1喪失前の設置場所
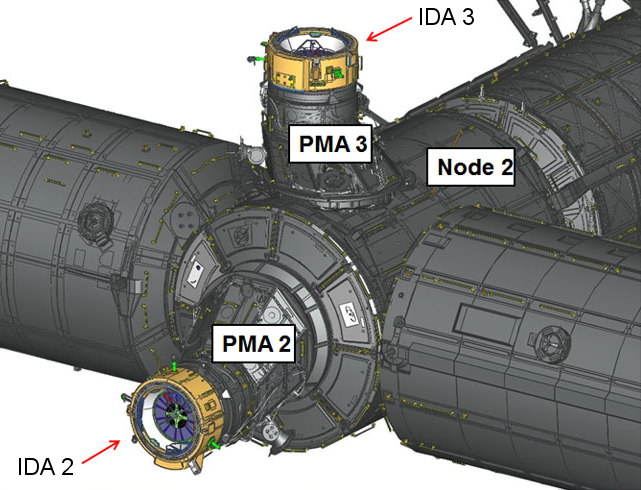
IDA-1喪失後の設置場所